# 感染性心内膜炎
感染性心内膜炎（Infective endocarditis）は、心臓の内側に細菌が感染し、これによる心臓弁の穿孔等の炎症性破壊と菌血症を起こす疾患。「亜急性細菌性心内膜炎：Subacute Bacterial Endocarditis：SBE」などとも呼ばれていたが、細菌以外（真菌などの微生物）も原因となるので、この名となった。

## 概念
多くの場合、大動脈弁閉鎖不全症（AR）や僧帽弁閉鎖不全症（MR）、あるいは心室中隔欠損症（VSD）や動脈管開存症（PDA）のように、「血流ジェット」（＝血流の乱れ）を生じる疾患を有することが素地となる。また、弁置換後や、チアノーゼ性の複雑な先天性心疾患（ファロー四徴症など）の患者も高リスク群とされている。
しばしば抜歯、あるいはカテーテル処置などにより、循環血液中に細菌が侵入すること（菌血症）が契機となる。このとき、上記のような素地となる疾患によって血流ジェットが生じ、心内膜が傷ついていた場合、ここに付着した細菌が感染巣（疣贅）を形成し、感染性心内膜炎を引き起こすこととなる。起炎菌としては、口腔内常在菌である緑色連鎖球菌や黄色ブドウ球菌が多く、弁尖などを破壊することによる心不全がもっとも危険である。

## 診断基準
感染性心内膜炎の診断には、デューク大学が1994年に発表した基準が基礎となる。
| 大基準 | 1. 微生物学的証拠 2回の血液培養で、感染性心内膜炎に典型的な微生物を検出                                            |
| 大基準 | 2. 心内膜侵襲の証拠 新たな弁逆流、または典型的なエコー所見: 動揺性疣贅、膿瘍、弁穿孔、人工弁の新たな弁輪部裂開     |
| 小基準 | 1. 感染性心内膜炎をおこしやすい心臓の素因 (僧帽弁逸脱、大動脈２尖弁、リウマチ性あるいは先天性心疾患、静注薬物使用) |
| 小基準 | 2. 発熱 |
| 小基準 | 3. 血管現象: 主要血管塞栓、敗血症性肺塞栓、細菌性動脈瘤、頭蓋内出血、ジェーンウェイ班、結膜出血                    |
| 小基準 | 4. 免疫現象: 糸球体腎炎、オスラー結節、ロート斑、リウマチ因子                                                      |
| 小基準 | 5. 血液培養陽性: 大基準を満たさない場合                                                                            |

上記の大小基準をもとに、次のようにして判定する。
確定 (definite)
1. 大基準 × 2 を満たした場合。
2. 大基準 × 1 ＋ 小基準× 3 を満たした場合。
3. 小基準× 5 を満たした場合。

可能性あり (possible)
1. 大基準 × 1 ＋ 小基準× 1 を満たした場合。
2. 小基準× 3 を満たした場合。

## 経過と症状

### 経過
感染性心内膜炎は、原因菌によって、急性と亜急性の異なる経過をたどる。
急性
黄色ブドウ球菌や表皮ブドウ球菌など強毒菌によって引き起こされる場合、多くは、数日から数週間の急激な経過をたどる。高齢者に多く、健常な弁が侵される頻度が高い。弁の破壊の程度は強く、また、敗血症に発展することも多い。合併症としては、心筋炎や細菌塞栓が多く、死亡率は高い。放置した場合、平均で4週間で死に至る。
亜急性
緑色連鎖球菌や大腸菌など弱毒菌によって引き起こされる場合、多くは、数週間から数か月とやや緩慢な経過をたどる。若年者に多く、全身の感染所見に乏しい。死亡率は低く、放置した場合、平均で6か月で死に至る。

### 症状
感染性心内膜炎の症状は、感染症状と心症状、塞栓症状に大別される。
感染症状
- 発熱
- 頭痛
- 全身倦怠感
- 脾腫など

心症状
- 心雑音: 疣贅や弁穿孔などによるもの
- 心不全
- 不整脈: 刺激伝導系の特殊心筋に炎症が及ぶことによるもの

塞栓症状
- 血尿
- 爪下線状出血
- 眼底のロート斑（英語版）(Roth spots): 出血性梗塞により、中心部が白く見える[2]
- ジェーンウェイ斑: 手掌や足底に見られる無痛性紅斑。　直径5ｍｍ以下の小さく不規則な紅斑で圧迫すると消失する。
- オスラー結節: 指腹や指趾の先に見られる有痛性紅斑
- 脳塞栓
- 腎塞栓
- 脾塞栓

## 治療
治療としては、原因菌に感受性のある抗菌剤を4週間ほど静脈注射する。弁疣贅が大きい場合は手術で切除することもある。
また、もっとも重要なことは、基礎疾患を有する患者に対しては、菌血症を生じうる状況に先だって抗菌剤を投与して、発症を予防することである。